# 2e arrondissement de Lyon
Pour les articles homonymes, voir 2e arrondissement.
Le 2e arrondissement de Lyon est l'un des neuf arrondissements de la ville française de Lyon. Il est situé sur la partie sud de la Presqu'île formée par la Saône et le Rhône. L'arrondissement constitue l'hyper-centre de Lyon, par sa position géographique, son dynamisme commercial et le nombre de monuments.

## Généralités
Le 2e arrondissement est un des quartiers commerçants de Lyon. La principale artère commerçante de la ville, la rue de la République, se situe dans l'arrondissement.
Dans cet arrondissement se situe également la place Bellecour, la principale place de la ville, ainsi que la gare de Lyon-Perrache, la deuxième plus grande gare de la ville de Lyon.
Le prix de l'immobilier y est élevé. L'arrondissement est considéré comme l'un des plus huppés de la ville, où réside la bourgeoisie lyonnaise et où sont installées de nombreuses boutiques de luxe et bijouteries.
« Ce qui est certain, c'est qu'après tant de siècles et tant de transformations, il reste l'un des éléments clés du cœur de Lyon : c'est là que les Lyonnais situent le centre de leur ville, en raison bien sûr des fonctions commerciales qui y prédominent, mais aussi parce que, plus ou moins confusément, ils ressentent que là s'est déroulée une grande part des évènements qui ont façonné l'âme de leur cité. »

### Démographie
En 2022, l'arrondissement comptait 29 880 habitants.
| 1968   | 1975   | 1982   | 1990   | 1999   | 2006   | 2011   | 2016   | 2021   |
| ------ | ------ | ------ | ------ | ------ | ------ | ------ | ------ | ------ |
| 42 900 | 34 416 | 29 324 | 28 602 | 27 977 | 30 276 | 30 575 | 30 435 | 30 485 |

| 2022   | - | - | - | - | - | - | - | - |
| ------ | - | - | - | - | - | - | - | - |
| 29 880 | - | - | - | - | - | - | - | - |

La densité s'élève à 8 762,5 habitants/km2 en 2022.

### Historique
Le 2e arrondissement a été créé le 24 mars 1852, date de création des cinq premiers arrondissements.

## Géographie et équipements

### Superficie
- 341 ha

### Localisation

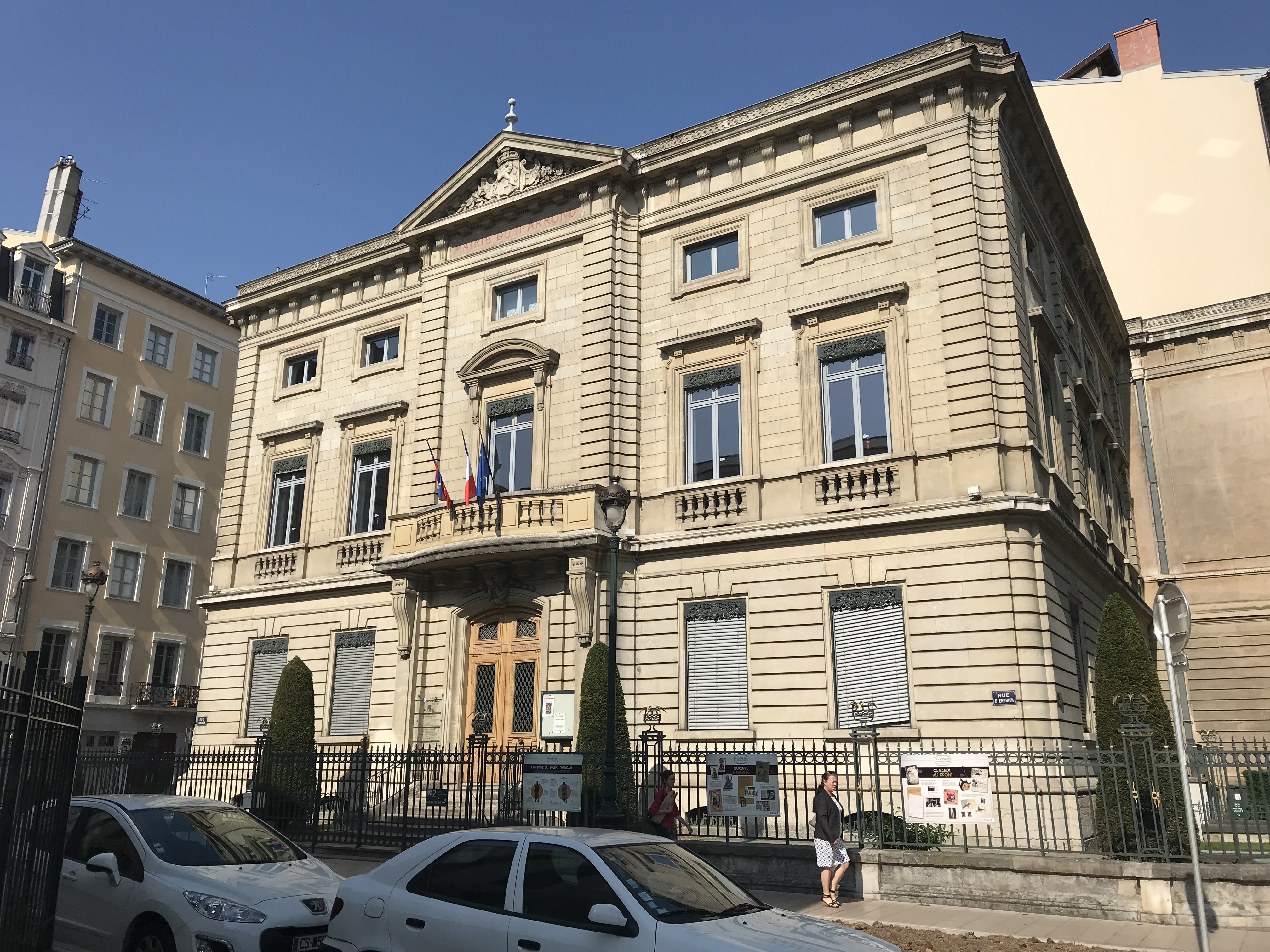
La mairie du 2e arrondissement.

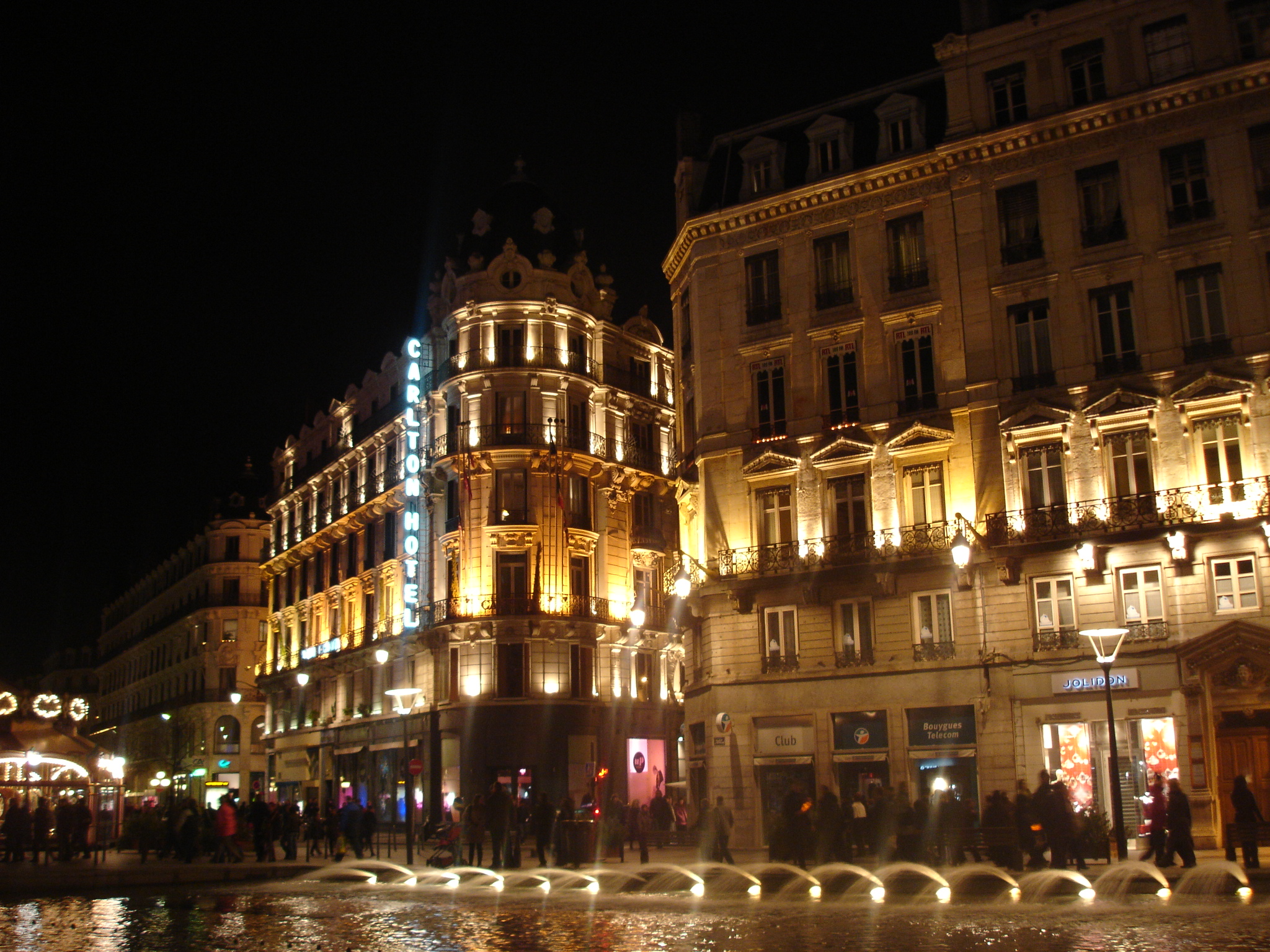
La place de la République.

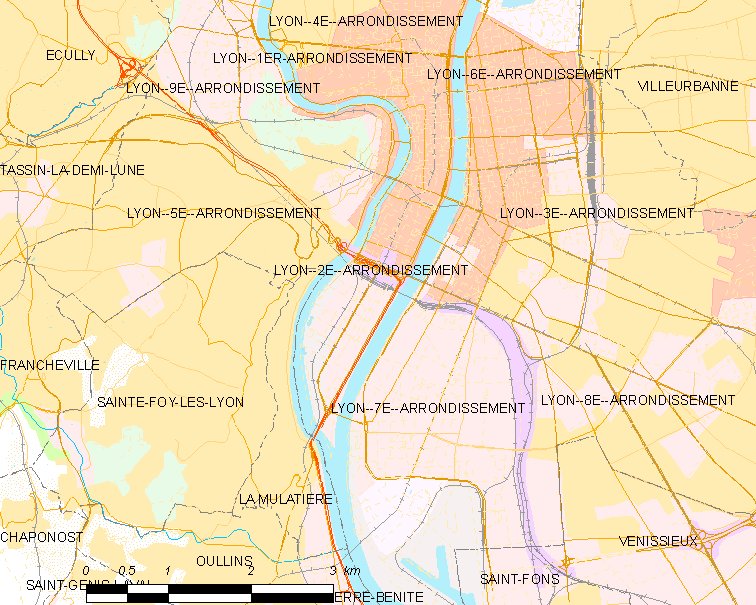
Environnement de l'arrondissement.
Détails du 2e arr.
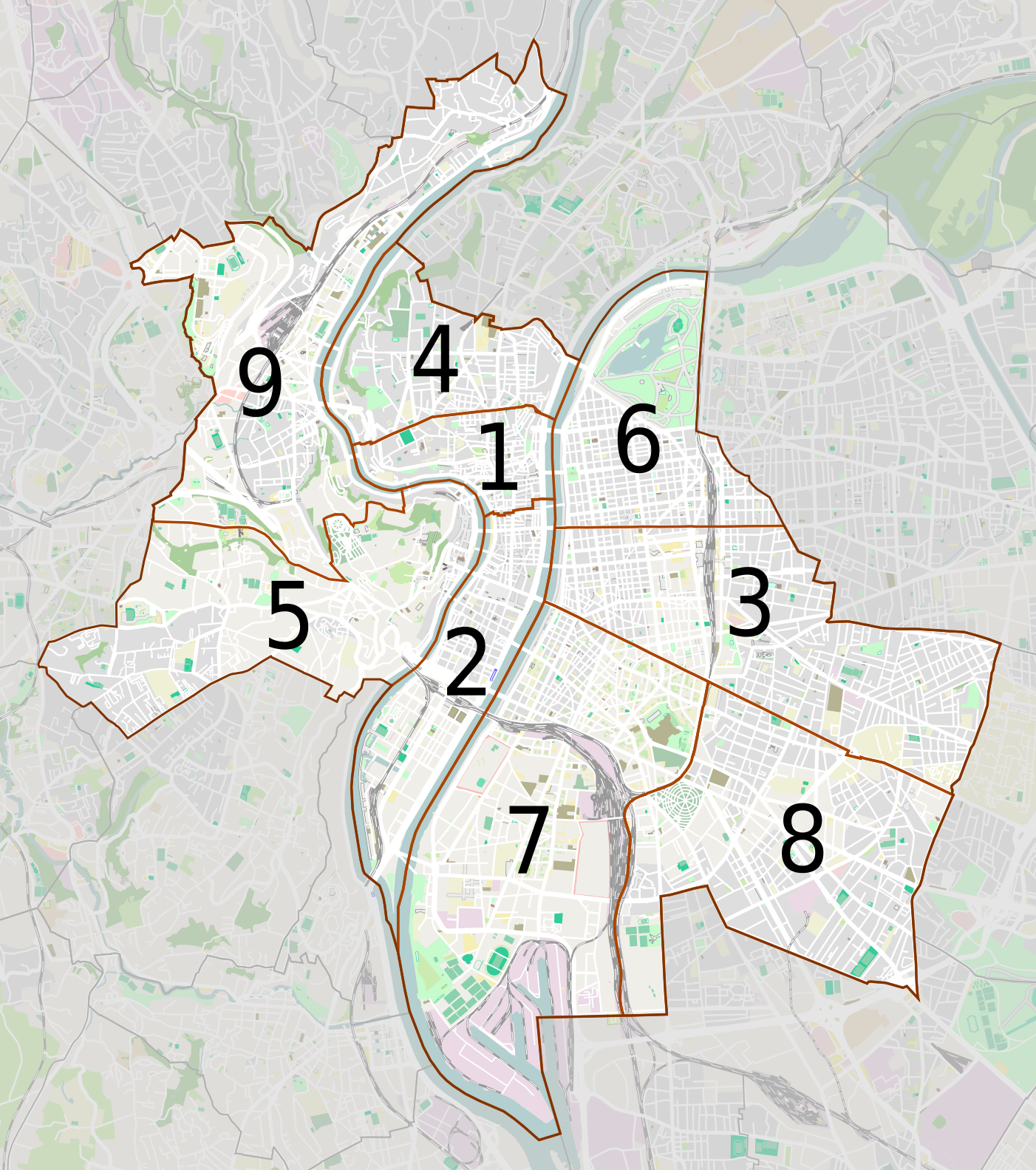
Situation dans Lyon.

### Quartiers
- Les Cordeliers
- Bellecour
- Célestins
- Sainte-Blandine
- La Confluence
- Ainay
- Perrache
- Carré d'or

### Monuments
- La basilique Saint-Martin d'Ainay
- Le palais de la Bourse
- L'hôtel des Finances

### Rues, places, espaces verts

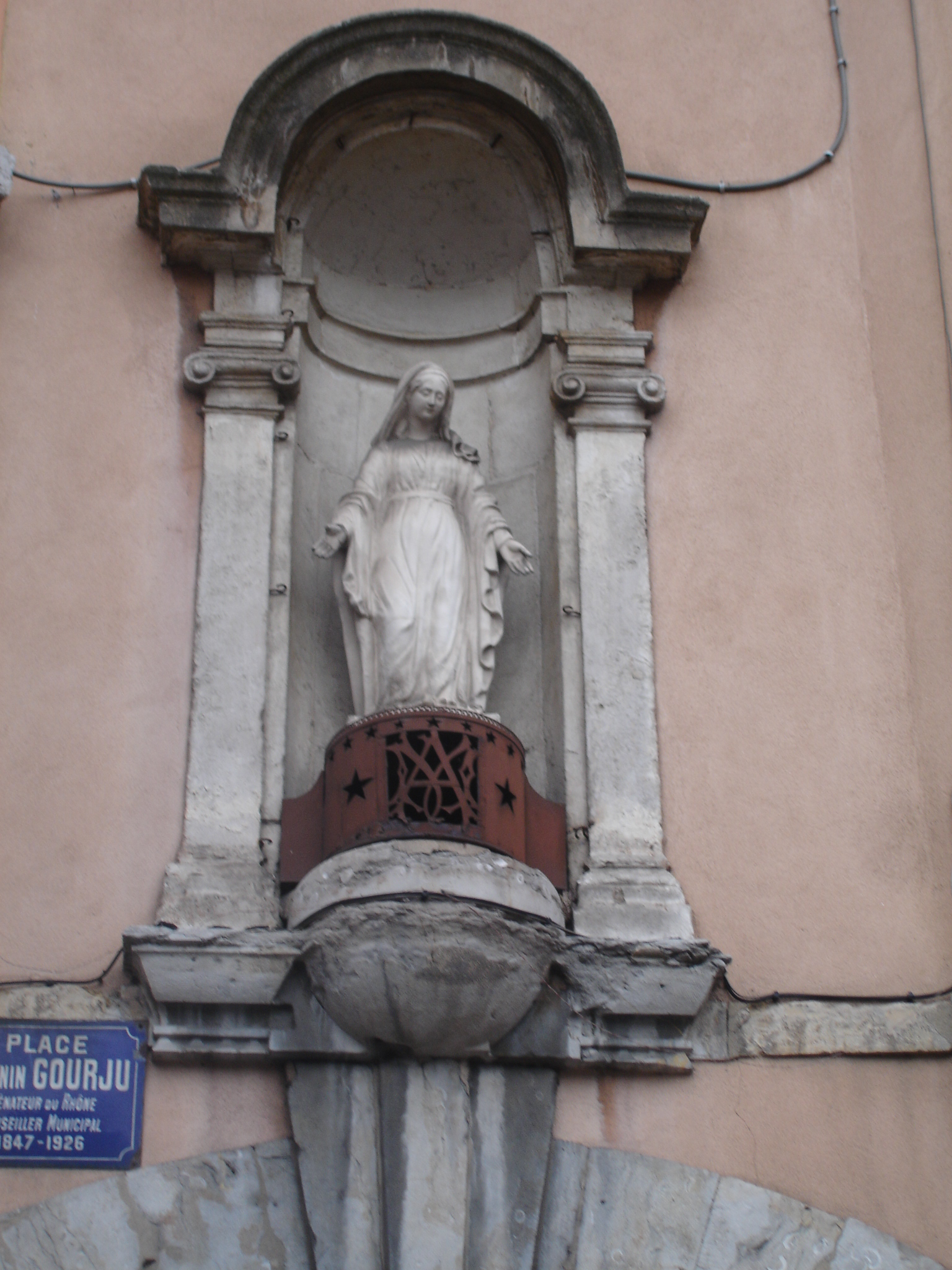
Place Gourjus.

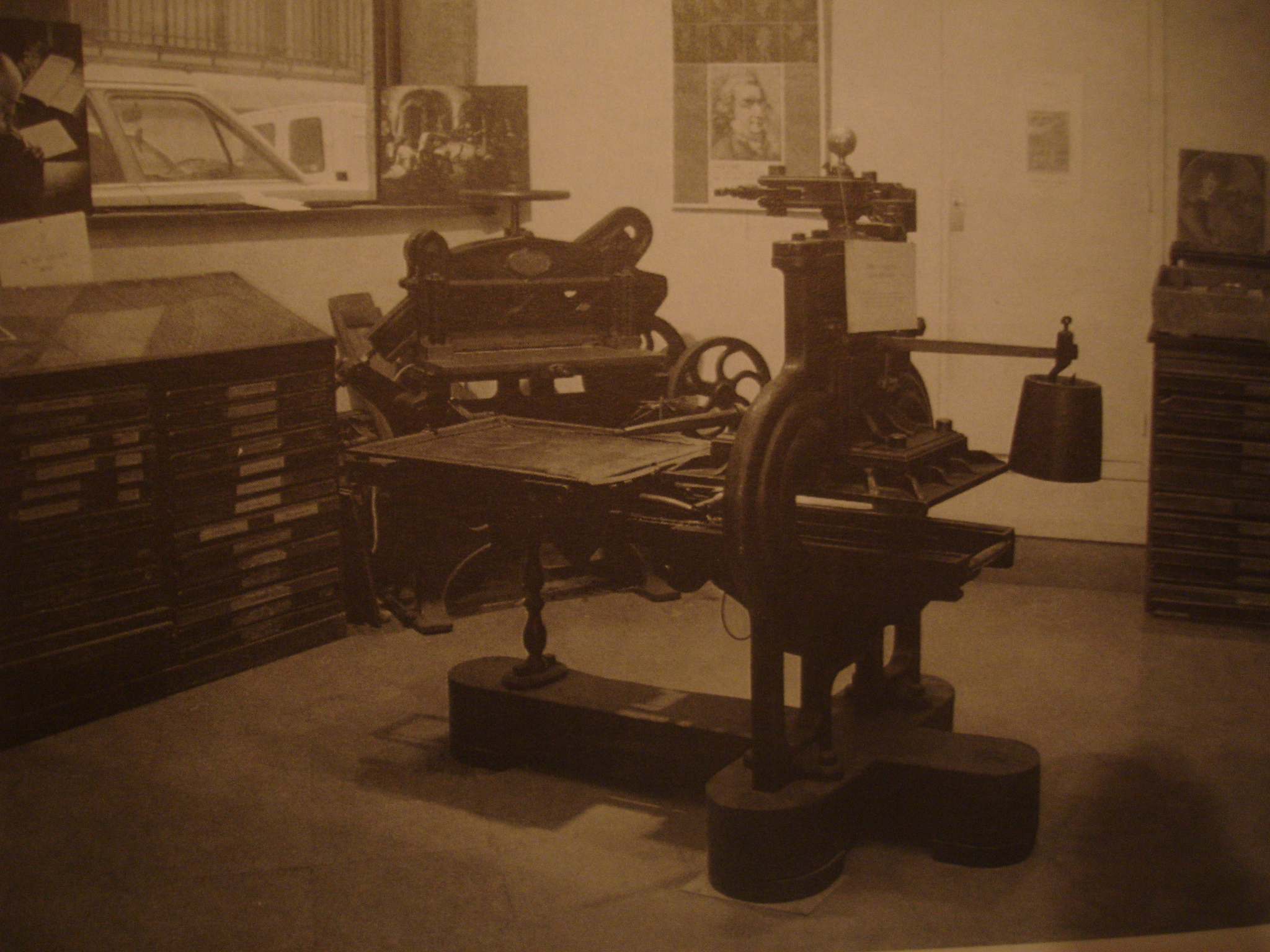
Musée de l'imprimerie, rue de la Poulaillerie.

- Place Bellecour
- Rue de la République
- Rue Édouard-Herriot
- Rue du Plat
- Place des Célestins
- Place des Cordeliers
- Place des Jacobins
- Place Antonin-Poncet
- Place Carnot
- Cours Charlemagne
- Cours de Verdun
- Rue Victor-Hugo
- Quai Jules-Courmont
- Quai Rambaud
- Cours Suchet

### Transports
- : à Cordeliers, Bellecour, Ampère - Victor Hugo et Perrache
- : à Bellecour

## Politique et administration

### Liste des maires
| Période      | Période      | Identité                     | Étiquette | Étiquette               | Qualité                                                                                                   |
| ------------ | ------------ | ---------------------------- | --------- | ----------------------- | --- |
| mars 1983    | mars 1989    | Camille Georges (1920-2006)  |           | UDF-CDS                 | Adjoint au maire                                                                                          |
| mars 1989    | mars 2001    | Albéric de Lavernée (1954- ) |           | RPR                     | Consultant Conseiller général de Lyon-I (1982 → 2014) Vice-président du conseil général                   |
| mars 2001    | juillet 2020 | Denis Broliquier (1961- )    |           | DL puis DVD puis UDI-LC | Responsable pédagogique de l'IDRAC, ancien journaliste Ancien conseiller général de Lyon-II (1998 → 2001) |
| juillet 2020 | En cours     | Pierre Oliver (1992- )       |           | LR                      | Responsable développement Conseiller régional d'Auvergne-Rhône-Alpes (2021 → )                            |

### Tendances politiques et résultats
Élection municipale de 2020
|                                                                                  |                                                                           |                                 |                                 |              |                                |                                |                                     |             |             |        |        |  |  |  |
| Tête de liste                                                                    | Tête de liste                                                             | Liste                           | Premier tour                    | Premier tour | Tête de liste                  | Tête de liste                  | Liste                               | Second tour | Second tour | Sièges | Sièges |  |  |  |
| Tête de liste                                                                    | Tête de liste                                                             | Liste                           | Voix                            | %            | Tête de liste                  | Tête de liste                  | Liste                               | Voix        | %           | CA     | CM     |  |  |  |
|                                                                                  | Pierre Oliver                                                             | LR                              | 1 739                           | 22,67        |                                | Pierre Oliver                  | LR LC-100 % citoyens-LDD LREM-MoDem | 4 125       | 55,09       | 12     | 4      |  |  |  |
| Bleu blanc Lyon Étienne Blanc, union de la droite, des Républicains et du centre |                                                                           |                                 | 1 739                           | 22,67        |                                | Pierre Oliver                  | LR LC-100 % citoyens-LDD LREM-MoDem | 4 125       | 55,09       | 12     | 4      |  |  |  |
|                                                                                  | Denis Broliquier                                                          | LC-100 % citoyens-LDD           | 1 435                           | 18,71        |                                | Pierre Oliver                  | LR LC-100 % citoyens-LDD LREM-MoDem | 4 125       | 55,09       | 12     | 4      |  |  |  |
| Positivons Lyon avec Les Centristes, 100 % citoyens et Lyon divers droite        | Positivons Lyon avec Les Centristes, 100 % citoyens et Lyon divers droite | Lyon, la force du rassemblement | Lyon, la force du rassemblement | 18,71        |                                |                                |                                     | 4 125       | 55,09       | 12     | 4      |  |  |  |
|                                                                                  | Anne-Sophie Condemine                                                     | Lyon, la force du rassemblement | Lyon, la force du rassemblement | LREM-MoDem   | 876                            | 11,42                          |                                     | 4 125       | 55,09       | 12     | 4      |  |  |  |
| Un temps d'avance avec Yann Cucherat                                             |                                                                           | Lyon, la force du rassemblement | Lyon, la force du rassemblement |              | 876                            | 11,42                          |                                     | 4 125       | 55,09       | 12     | 4      |  |  |  |
|                                                                                  | Valentin Lungenstrass                                                     | EÉLV                            | 1 804                           | 23,52        |                                | Valentin Lungenstrass          | EÉLV LFI-GRS-E!-MRC                 | 3 362       | 44,90       | 3      | 1      |  |  |  |
| Maintenant Lyon pour tous Les écologistes avec Grégory Doucet                    |                                                                           |                                 | 1 804                           | 23,52        |                                | Valentin Lungenstrass          | EÉLV LFI-GRS-E!-MRC                 | 3 362       | 44,90       | 3      | 1      |  |  |  |
|                                                                                  | Nathalie Carlino                                                          | LFI-GRS-E!-MRC                  | 461                             | 6,01         | Ensemble, l'écologie pour Lyon | Ensemble, l'écologie pour Lyon |                                     | 3 362       | 44,90       | 3      | 1      |  |  |  |
| Lyon en commun                                                                   |                                                                           |                                 | 461                             | 6,01         | Ensemble, l'écologie pour Lyon | Ensemble, l'écologie pour Lyon |                                     | 3 362       | 44,90       | 3      | 1      |  |  |  |
|                                                                                  | Grégory Dayme                                                             | LREM diss.                      | 536                             | 6,98         |                                |                                |                                     |             |             |        |        |  |  |  |
| Respirations avec Georges Képénékian                                             |                                                                           |                                 | 536                             | 6,98         |                                |                                |                                     |             |             |        |        |  |  |  |
|                                                                                  | Jean-Claude Vitau                                                         | RN-PCD                          | 476                             | 6,20         |                                |                                |                                     |             |             |        |        |  |  |  |
| Pour l'amour de Lyon                                                             |                                                                           |                                 | 476                             | 6,20         |                                |                                |                                     |             |             |        |        |  |  |  |
|                                                                                  | Jean-Marie Sauboua                                                        | PS-PCF-G.s-PP-ND                | 342                             | 4,45         |                                |                                |                                     |             |             |        |        |  |  |  |
| Vivons vraiment Lyon – La gauche unie                                            |                                                                           |                                 | 342                             | 4,45         |                                |                                |                                     |             |             |        |        |  |  |  |
|                                                                                  |                                                                           |                                 |                                 |              |                                |                                |                                     |             |             |        |        |  |  |  |
| Votes valides                                                                    | Votes valides                                                             | Votes valides                   | 7 669                           | 97,69        | Votes valides                  | Votes valides                  | Votes valides                       | 7 487       | 96,05       |        |        |  |  |  |
| Votes blancs                                                                     | Votes blancs                                                              | Votes blancs                    | 35                              | 0,45         | Votes blancs                   | Votes blancs                   | Votes blancs                        | 158         | 2,03        |        |        |  |  |  |
| Votes nuls                                                                       | Votes nuls                                                                | Votes nuls                      | 146                             | 1,86         | Votes nuls                     | Votes nuls                     | Votes nuls                          | 150         | 1,92        |        |        |  |  |  |
| Total                                                                            | Total                                                                     | Total                           | 7 850                           | 100          | Total                          | Total                          | Total                               | 7 795       | 100         | 15     | 5      |  |  |  |
| Abstention                                                                       | Abstention                                                                | Abstention                      | 10 566                          | 57,37        | Abstention                     | Abstention                     | Abstention                          | 10 641      | 57,72       |        |        |  |  |  |
| Inscrits / participation                                                         | Inscrits / participation                                                  | Inscrits / participation        | 18 416                          | 42,63        | Inscrits / participation       | Inscrits / participation       | Inscrits / participation            | 18 436      | 42,28       |        |        |  |  |  |

## Vie de l'arrondissement
Maire : Pierre Oliver (LR),
Activités économiques : Forte activité commerçante et administrative. Sièges de grandes entreprises : Descours & Cabaud, Candia…

### Éducation
- Lycée Ampère (public)
- Lycée Juliette-Récamier (public)
- Lycée Saint-Marc (privé)
- Collège-Lycée Chevreul (privé)
- Collège Jean Monnet (public)

### Enseignement supérieur
- Université catholique de Lyon
  - École supérieure pour le développement économique et social (ESDES)
  - École supérieure pour la qualité, l'environnement et la sécurité en entreprise (ESQESE)
- Centre de formation des journalistes (CFJ), site de Lyon
- Strate École de design, site de Lyon
- École Bellecour
- Institut polytechnique de Lyon (IPL)
- École supérieure de commerce et d'économie numérique (ESCEN)
- Euridis Business School

## Économie

### Revenus de la population et fiscalité
En 2021, le revenu fiscal médian par ménage était de 30 340 €, ce qui plaçait le 2e arrondissement au deuxième rang parmi les neuf arrondissements de Lyon.